# Všichni říkají: Miluji tě
Všichni říkají: Miluji tě (v originále Everyone Says I Love You) je americký filmový muzikál z roku 1997, který režíroval Woody Allen podle vlastního scénáře.

## Děj
Joe Berlin je spisovatel žijící střídavě v New Yorku a Paříži a po rozvodu s manželkou Steffi nenachází žádnou odpovídající ženu. Steffi a její nový manžel Bob Dandridge působí jako rádci v jeho partnerských vztazích. Bobova dcera Skylar si chce vzít svého přítele Holdena Spence. Jednoho dne potká Joe Berlin v Benátkách vdanou kunsthistoričku z New Yorku Von Sidellovou a zamiluje se do ní. Ukáže se, že jeho dcera D. J. zná psychiatričku, kterou navštěvuje Von Sidellová jako pacientka. Joe tak může naaranžovat jejich další společné setkání a pozvat ji do svého druhé domova v Paříži. Po krátké známosti se rozejdou. Bob Dandridge má mezitím jiné problémy. Jakožto liberální intelektuál je šokován, když zjistí, že Holden Spence se náhle angažuje v republikánské kampani za právo nosit zbraň, školní modlitby a trest smrti. tento problém se vyřeší sám, když krevní sraženina v Holdenově mozku způsobí změnu v jeho názorech. Rodina Dandridgů stráví Vánoce v Paříži v hotelu Ritz. V závěrečné scéně Joe Berlin a Steffi Dandridge hovoří o společně prožitém čase a tančí na nábřeží Seiny.

## Obsazení
| Woody Allen        | Joe Berlin       |
| Julia Robertsová   | Von Sidell       |
| Goldie Hawnová     | Steffi Dandridge |
| Alan Alda          | Bob Dandridge    |
| Drew Barrymoreová  | Skylar Dandridge |
| Edward Norton      | Holden Spence    |
| Natalie Portmanová | Laura Dandridge  |
| Natasha Lyonne     | D.J. Berlin      |

## Ocenění
Film byl nominován na cenu Zlatý glóbus v kategorii nejlepší filmová komedie/muzikál. Edward Norton získal za svou roli ceny Chicago Film Critics Association Award, Florida Film Critics Circle Award, Los Angeles Film Critics Association Award, National Board of Review Award a Southeastern Film Critics Association Award.